# The Bollock Brothers
The Bollock Brothers est un groupe rock, électro et punk écossais apparu au début des années 1980. 
Le chanteur Jock McDonald (1956-2025) en est le seul membre permanent. Le groupe est toujours actif à ce jour. Les Bollock Brothers sont surtout connus pour leurs reprises[réf. nécessaire] notamment pour Harley David Son of A Bitch (Serge Gainsbourg) mais ont également sorti des chansons de leur propre création telle Horror Movies.

## Discographie

### Albums studio
- 1983 (mars) : The Last Supper
- 1983 (août) :  Never Mind The Bollocks 1983
- 1985 : The 4 Horsemen Of The Apocalypse
- 1987 : The Prophecies Of Nostradamus
- 1989 : Mythology
- 1991 : The Dead Sea Scrolls
- 1996 : Blood, Sweat And Beers
- 2009 : Last Will And Testament

### Albums en direct
- 1984 : Live Performances
- 1986 : In Private In Public
- 2012 : Live and Dangerous
- 2013 : 10 in a Row, Here We Go (Live at Coesfeld Fabrik)

### Compilations
- - 1981 : D Wing
  - 1986 : Bollock Brothers, Bollock Sisters
  - 1986 : '77-'78-'79
  - 1986 : Family Album (en tant que The Lydons and The O'Donnells)
  - 1993 : 14 Carat Gold - The Best Of The Bollock Brothers
  - 1994 : The Best Of The Bollocks
  - 1994 : Dancin' Masters (Past & Present)
  - 1996 : The Sex Pistols Vs. The Bollock Brothers (split CD with Sex Pistols)
  - 2000 : What A Load Of Bollocks!
  - 2001 : 25th Anniversary
  - 2001 : Jesus Lives
  - 2002 : Twice The Balls
  - 2007 : Ladykillers

### VHS
- 1986 : Home Video
- 1987 : Live in Europe

## Membres
- Jock McDonald (1956-2025)[1]  : Chant (Doneagal, Irlande)
- Chris McKelvey : Guitare (Glasgow, Écosse)
- Morgan Michaux : Clavier (Lille, France)
- François Ella-Meyé : Clavier (Lille, France)
- Richard Collins : Basse (Londres, Angleterre)
- Patrick Pattyn : Batterie (Ostende, Belgique)[1]
- Klaus Fiehe : Saxophone (Cologne, Allemagne)